# Lycenchelys xanthoptera
Lycenchelys xanthoptera é uma espécie de peixe da família Zoarcidae e da ordem Perciformes.

## Habitat
É um peixe marítimo e demersal que vive entre 771-1.056 m de profundidade.

## Distribuição geográfica
É encontrado no Oceano Antártico: mar de Weddell e de Ross.

## Observações
É inofensivo para os humanos.